# ماريوس نيكولاو
ماريوس نيكولاو (باليونانية: Μάριος Νικολάου) (4 أكتوبر 1983 بليماسول في قبرص - ) هو لاعب كرة قدم قبرصي في مركز الدفاع. شارك مع منتخب قبرص تحت 21 سنة لكرة القدم ومنتخب قبرص لكرة القدم. أما مع النوادي، فقد لعب مع أريس ليماسول وأيل ليماسول وإنتر توركو وليفادياكوس ونادي أومونيا ونادي بانيونيوس.

## روابط خارجية
- ماريوس نيكولاو على موقع الاتحاد الأوربي (الإنجليزية)
- ماريوس نيكولاو على موقع قاعدة بيانات كرة القدم.إي يو (الإنجليزية)
- ماريوس نيكولاو على موقع ناشيونال فوتبول تيمز (الإنجليزية)
- ماريوس نيكولاو على موقع Soccerway.com (الإنجليزية)
- ماريوس نيكولاو على موقع عالم كرة القدم.نت (الإنجليزية)
- ماريوس نيكولاو على موقع AS.com (الإسبانية)